# Utetheisa stigmata
Utetheisa stigmata är en fjärilsart som beskrevs av Rothschild 1910. Utetheisa stigmata ingår i släktet Utetheisa och familjen björnspinnare. Inga underarter finns listade i Catalogue of Life.